# Matuzalem
Matuzalem, Metuszelach (hebr. ‏מְתוּשָׁלַח‎) – postać biblijna, syn Henocha, najstarszy człowiek wymieniony w Starym Testamencie, mający żyć 969 lat. Występuje w Księdze Rodzaju, w rozdziale 5, w wersach 21–27. 

## Etymologia imienia
Imię Matuzalem, Metuszelach w języku hebrajskim znaczy mąż włóczni lub człowiek boga Szelacha.

## Rodzina
Był synem Henocha, bratem Daniela, ojcem Lamecha i dziadkiem Noego. Z racji iż, według Biblii, wszyscy obecnie żyjący ludzie to potomkowie Noego, Matuzalem jest jednym z przodków wszystkich ludzi żyjących po potopie. Lamech urodził się wtedy, gdy Metuszelach miał 187 lat (Rdz 5,25).

## Wiek
Matuzalem według Biblii żył rzekomo 969 lat.

### Sceptycyzm
Wielu sceptyków uważa, że wiek Matuzalema nie był wyrażony w latach, ale w miesiącach księżycowych. Jeśli to przypuszczenie jest prawdziwe, to Matuzalem żyłby około 78 lat. Jednakże oznaczałoby to, że Matuzalem spłodził swojego syna Lamecha w wieku 15 lat (Rodzaju 5,25).
Kilka wersetów później (Rodzaju 6,3) Jahwe przepowiada, że z powodu zepsucia narodu ludzkiego ludzie nie będą żyć dłużej niż 120 lat. To zdanie zaczyna opowieść o Biblijnym Potopie, po którym wiek postaci biblijnych jest stopniowo coraz krótszy.
Bazując na tych fragmentach Biblii, niektórzy kreacjoniści wierzą w długowieczność przed potopem, sugerując, że przed potopem panowały dużo korzystniejsze dla ludzi warunki, umożliwiające również życie dinozaurom.
Dzisiejsze badania naukowe ustalają górną granicę wieku ludzkiego na około 130 lat, z rekordzistką w osobie Jeanne Calment, która dożyła 122 lat i 164 dni. Podczas gdy dla kreacjonistów jest to potwierdzeniem prawdziwości słów Biblii, a co za tym idzie wieku Matuzalema, to dla przeciwników jest to dowodem, że Matuzalem nie mógł żyć tak długo.

## Dziedzictwo
Z powodu wieku Matuzalema słowo matuzalem stało się określeniem bardzo starej osoby. Długowieczność Matuzalema stała się także elementem związków frazeologicznych, np. w wyrażeniach matuzalowy/matuzalemowy wiek, matuzalowe/matuzalemowe lata.

### Nawiązania
- W grze fabularnej Wampir: Maskarada jako Matuzalemów określa się wampiry żyjące ponad tysiąc lat, które wycofują się ze społeczności i czasami zapadają w letarg.
- Ewangelia Św. Łukasza (3,37) wymienia Matuzalema (Matusali, syn Enocha, ojciec Lamecha) jako przodków Jezusa z Nazaretu.
- Nazwę Methuselah nosi najstarsze znane żyjące drzewo na świecie.
- Aubrey de Grey i David Gobel z Methuselah Foundation w USA ufundowali Methuselah Mouse Prize, nagrodę za znaczne wydłużenie długości życia myszy (w nadziei, że uda się wówczas również przedłużyć życie ludzi)[5].